# العلاقات الأمريكية التوفالية
العلاقات الأمريكية التوفالية هي العلاقات الثنائية التي تجمع بين الولايات المتحدة وتوفالو.

## مقارنة بين البلدين
هذه مقارنة عامة ومرجعية للدولتين:
| وجه المقارنة                                              | الولايات المتحدة                                                                                                  | توفالو                         |
| --------------------------------------------------------- | --- | ------------------------------ |
| المساحة (كم2)                                             | 9.83 مليون | 26                             |
| عدد السكان (نسمة)                                         | 311.58 مليون | 11.19 ألف                      |
| الكثافة السكانية (ن./كم²)                                 | 31.7 | 43.04 ألف                      |
| العاصمة                                                   | واشنطن العاصمة | فونافوتي                       |
| اللغة الرسمية                                             | لغة إنجليزية | اللغة التوفالوية، لغة إنجليزية |
| العملة                                                    | دولار أمريكي | دولار توفالو                   |
| الناتج المحلي الإجمالي (بليون دولار)                      | 19.39 تريليون | 39.73 مليون                    |
| الناتج المحلي الإجمالي (تعادل القوة الشرائية) بليون دولار | 18.04 تريليون | 38.93 مليون                    |
| الناتج المحلي الإجمالي الاسمي للفرد دولار أمريكي          | 56.12 ألف | 3.29 ألف                       |
| الناتج المحلي الإجمالي للفرد دولار أمريكي                 | 54.63 ألف | 3.77 ألف                       |
| مؤشر التنمية البشرية                                      | 0.920 |                                |
| رمز المكالمات الدولي                                      | +1 | +688                           |
| رمز الإنترنت                                              | .us، حكومة، .mil، Edu.                                                                                            | .tv                            |
| المنطقة الزمنية                                           | توقيت ساموا الأمريكية، توقيت أطلنطي موحد، منطقة زمنية وسطى، توقيت ألاسكا ‏، المنطقة الزمنية الجبلية، توقيت تشامرو ‏ | ت ع م+12:00                    |

## منظمات دولية مشتركة
يشترك البلدان في عضوية مجموعة من المنظمات الدولية، منها:
| علم المنظمة | اسم المنظمة                   | تاريخ انضمام الولايات المتحدة | تاريخ انضمام توفالو |
| ----------- | ----------------------------- | ----------------------------- | ------------------- |
|             | منظمة حظر الأسلحة الكيميائية  | ?                             | ?                   |
|             | بنك التنمية الآسيوي           | 1966                          | 1993                |
|             | البنك الدولي للإنشاء والتعمير | 27 ديسمبر 1945                | 24 يونيو 2010       |
|             | الاتحاد الدولي للاتصالات      | 1 يوليو 1908                  | 15 أغسطس 1996       |
|             | مؤسسة التنمية الدولية         | 24 سبتمبر 1960                | 24 يونيو 2010       |
|             | الأمم المتحدة                 | 24 أكتوبر 1945                | 5 سبتمبر 2000       |
|             | يونسكو                        | 4 نوفمبر 1946                 | 21 أكتوبر 1991      |
|             | الاتحاد البريدي العالمي       | ?                             | ?                   |

## وصلات خارجية
- موقع وزارة الخارجية الأمريكية